# 한국청년예술가협회
한국청년예술가협회(韓國靑年藝術家協會, KOREA YOUNG ARTIST ASSOCIATION)는 대한민국 청년 예술가들의 상호 협력 및 권익 증진을 주요 목적으로 2022년 창립된 대한민국의 비영리 법인 단체이다.

## 목적
전국에 있는 청년 예술가들의 상호 협력 및 권익 증진을 주된 목적으로 하며, 협회 대내외적 활동 및 각종 비영리 사업들을 통해 회원들이 다양한 시선으로 예술을 바라보는 관점을 자유롭게 키워 나갈 수 있도록 한다. 
또한 협회 각 분과에 소속된 회원들의 의견을 토대로 정부 공공기관 및 각 기업체 자문 등을 진행하여 청년 예술가들이 더욱 수월하게 창작활동을 할 수 있는 사회 환경을 조성해 나가는 것에 그 목적이 있다.

## 소속 분과
- 음악 분과
- 미술 분과
- 문학 분과
- 무용·연극 분과
- 패션 분과

## 조직

### 이사장
- 상임고문, 고문
- 자문위원
- 이사, 감사
- 사무국
- 분과위원장
  - 분과위원
  - 정회원
  - 준회원